# Ethoxid titaničitý
Ethoxid titaničitý je organická sloučenina se vzorcem Ti4(OCH2CH3)16. Jedná se o bezbarvou kapalinu, která se dobře rozpouští v organických rozpouštědlech, ale ve vodě se rozkládá. Společně s ostatními titaničitými zirkoničitými alkoxidy se používá v organické syntéze; tyto látky mají strukturu složitější, než jaká by vyplývala z jejich empirických vzorců.

## Příprava
Ethoxid titaničitý se připravuje reakcí chloridu titaničitého s ethanolem za přítomnosti aminu:
TiCl4 + 4 C2H5OH + 4 (C2H5)3N → Ti(OC2H5)4 + 4 (C2H5)3NHCl

## Struktura
Ti(OC2H5)4 se vyskytuje převážně jako tetramer, kolem kovových center jsou atomy uspořádány do tvaru osmistěnu. Existují dva druhy titanových center, které se rozlišují podle toho, jestli je atom navázán na koncový nebo vnitřní alkoxidový ligand. Struktura Zr(OC2H5)4 je podobná. Tetramer má strukturní symetrii C2h.

## Podobné sloučeniny

### Methoxid titaničitý
Methoxid titaničitý (Ti(OCH3)4) se stejně jako ethoxid vyskytuje jako tetramer tvořící osmistěnné struktury.

### Isopropoxid titaničitý
Díky objemným isopropylovým skupinám, které zabraňují propojování kovových center, zaujímá isopropoxid titaničitý monomerní strukturu s čtyřstěnnou strukturou okolo kovového centra.

### Ethoxid zirkoničitý
Ehoxid zirkoničitý lze připravit podobně jako ethoxid titaničitý,
ZrCl4 + 5 NaOC2H5 + C2H5OH → NaH[Zr(OEt)6] + 4 NaCl
NaH[Zr(OC2H5)6] + HCl → Zr(C2H5)4 + NaCl + 2 C2H5OH
častěji se však získává reakcí chloridu zirkoničitého s ethanolem a amoniakem:
ZrCl4 + 4 C2H5OH + 4 NH3 → Zr(OR)4 + 4 NH4Cl
Jako výchozí látku lze také použít zirkonocendichlorid:
Cp2ZrCl2 + 4 EtOH + 2 Et3N → 2 CpH + 2 Et3NHCl + Zr(OEt)4

### Propoxid zirkoničitý
Propoxid zirkoničitý má strukturu podobnou jako ethoxid titaničitý.

## Reakce
Titaničité i zirkoničité alkoholáty lze použít k tvorbě tenkých vrstev příslušných oxidů (TiO2 či ZrO2):
M(OC2H5)4 + 2 H2O → MO2 + 4 C2H5OH
Tyto vrstvy se vytváří hydrolýzou alkoxidu. TiO2 a ZrO2 při této reakci vznikají v polymerní formě, díky čemuž se využívají jako součásti nátěru odolných proti vodě, poškrábání nebo teplu. Na strukturu těchto vrstev má vliv, zda se k hydrolýze použije kyselý nebo zásaditý katalyzátor. Kyselá katalýza vede ke vzniku produktů s náhodně uspořádanými lineárními řetězci, zatímco při zásadité katalýze se tvoří síťovité strktury, které mohou zachycovat rozpouštědlo a vedlejší produkty, čímž se vytváří gelovité vrstvy.
Alkoholáty titanu a zirkonia mohou být rovněž využity na přípravu Zieglerových–Nattových katalyzátorů, které se používají při polymerizaci alkenů.